# Ангбанд
А́нгбанд (синд. Angband, «железная темница») — в легендариуме Дж. Р. Р. Толкина огромная подземная крепость, возведённая Мелькором. Вторая из цитаделей Моргота в Средиземье. Располагалась к северу от Белерианда.

Ангбанд

## Описание
Как и первая средиземская крепость Мелькора, Утумно, Ангбанд был построен в Железных горах, сотворённых самим Мелькором, и располагался глубоко под землёй. После возвращения Мелькора непосредственно над крепостью силами множества орков был возведён искусственный трехглавый пик Тангородрим. 
Крепость изначально была призвана служить сторожевым форпостом на пути возможного нападения Валар на Утумно. Наместником Ангбанда со дней его основания был поставлен Гортхаур Жестокий из числа служащих Мелькору Майар. Гарнизон цитадели первоначально составляли семь балрогов, впоследствии, после возвращения Мелькора в Средиземье, к ним присоединились многочисленные полчища орков, выведенные из захваченных прислужниками Моргота эльфов; также в стенах Ангбанда были выведены драконы.

## Ангбанд во дни Войны Самоцветов
После прихода Нолдор и битвы Дагор Аглареб Ангбанд был почти на четыре сотни лет взят в плотную осаду силами эльфов и людей Белерианда с трёх направлений — запада, юга и востока. Однако с северной стороны кольцо осады не было замкнуто, и войска Мелькора могли свободно перемещаться по отрогам Железных гор и совершать вылазки в Белерианд. В битве Внезапного Пламени, Дагор Браголлах, кольцо осады Ангбанда было прорвано.
Именно у ворот Ангбанда Верховный Король нолдор Финголфин, младший брат Феанора, вызвал Мелькора на поединок и был убит, ранив своего противника в ногу и сделав его хромым. Впоследствии врата Ангбанда стал сторожить Кархарот, огромный волк из выводка первого волколака, Драуглуина, лично вскормленный Морготом плотью людей и эльфов. 
Во время Войны Гнева, когда Мелькор был пленён и изгнан за пределы Арды через Врата Ночи, Ангбанд был полностью разрушен. Его руины опустились на дно моря после затопления Белерианда.

## Ангбанд в массовой культуре

### В произведениях других авторов
Ангбанд как резиденция Мелькора присутствует в дилогии «По ту сторону рассвета» русскоязычной писательницы в жанре фэнтези Ольги Брилёвой (сама книга вышла под псевдонимом «Берен Белгарион»). Автор представляет крепость в целом согласно «классическому» описанию, добавляя, что единственный путь к Вратам Ангбанда преграждает безводная пустыня Анфауглит — абсолютно плоская равнина, покрытая ровным слоем затвердевшего камня, расплавившегося при прорыве осады Ангбанда во время Дагор Браголлах. Преодолеть этот путь и остаться в живых можно было только зимой, когда равнину покрывал снег, однако главному герою удаётся это сделать летом.

### Компьютерные игры
История Ангбанда использована в компьютерной игре Angband.

### В музыке
Существует одноимённая пауэр-метал группа.